# Hunter 440
La Hunter 440 est une carabine de chasse et de tir sportif à air comprimé, fabriquée par la firme espagnole Gamo.

## Description
Elle a une puissance de 23,68 joules, le plomb sort du canon à la vitesse de 305 mètre par seconde.

## Culture populaire
Escape from Tarkov